# マルッティ・アハティサーリ
マルッティ・オイヴァ・カレヴィ・アハティサーリ（Martti Oiva Kalevi Ahtisaari [ˈmɑrtːi ˈʔoi̯ʋɑ ˈkɑleʋi ˈʔɑhtisɑːri] ( 音声ファイル)、1937年6月23日 - 2023年10月16日）は、フィンランドの政治家。第10代大統領（在任：1994年3月1日 - 2000年3月1日）。

## 来歴
1937年、現ロシア領ヴィボルグ（旧フィンランド領ビイプリ）生まれ。教員養成大学卒業後、1965年外務省。外交官として駐タンザニア大使、ナミビア担当国連事務総長特別代表などを歴任。1993年にフィンランド社会民主党の党首となり、1994年にスウェーデン人民党のエリサベト・レーンに勝利して大統領に当選する。2000年まで1期6年同職を務めた。
大統領退任後は、国連特使としてコソボ地位問題やインドネシアのアチェ和平合意など、世界各地の紛争解決に尽力した。この功績から2008年にノーベル平和賞を受賞した。また同年、法政大学より名誉博士の学位を授与された。
2023年10月16日、ヘルシンキで死去。86歳没。